# Royal Mint
La Royal Mint es una casa de moneda de propiedad gubernamental que produce monedas para el Reino Unido. Operando bajo el nombre de Royal Mint Ltd, la casa de moneda es una compañía limitada que es propiedad de His Majesty's Treasury y está bajo un contrato exclusivo para suministrar todas las monedas de la nación. Además de acuñar monedas circulantes para uso nacional e internacional, la casa de moneda también produce plaquetas, monedas conmemorativas, varios tipos de medallas y lingotes de metales preciosos. La casa de moneda exporta a un promedio de 60 países al año, representando el 70% de sus ventas totales. Formada hace más de 1.100 años, fue históricamente parte de una serie de casas de moneda que se centralizaron para producir monedas para el Reino de Inglaterra, toda Gran Bretaña y, finalmente, la mayor parte del Imperio Británico. La casa de moneda original de Londres, de la que Royal Mint es la sucesora, se estableció en el año 886 y funcionó dentro de la Torre de Londres durante aproximadamente 800 años antes de trasladarse a lo que ahora se llama Royal Mint Court, donde permaneció hasta la década de 1960. A medida que Gran Bretaña siguió al resto del mundo en la decimalización de su moneda, la Casa de la Moneda se mudó de Londres a una nueva planta de 38 acres (15 ha) en Llantrisant, Gales. Donde ha permanecido desde entonces.
En el 2009, después de que se aprobaran las recomendaciones para la casa de moneda, Royal Mint dejó de ser una agencia ejecutiva del gobierno y se convirtió en una empresa estatal de propiedad total de HM Treasury. Desde entonces, la Casa de la Moneda ha expandido sus intereses comerciales al reactivar su comercio de lingotes y al desarrollar un centro de visitantes de 9 millones £.

## Historia

### Origen

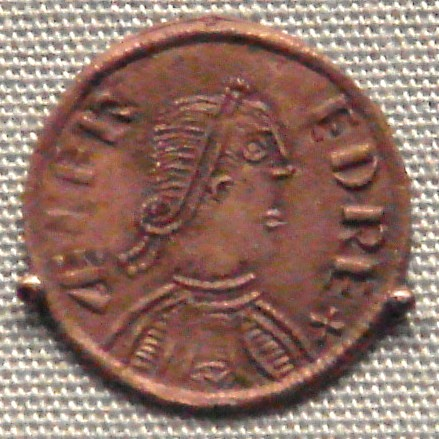
Moneda de Alfred, rey de Wessex, Londres, 880 (basada en un modelo romano).
Obv : Rey con banda real de perfil, con leyenda: ÆLFRED REX "King Ælfred"

La historia de las monedas en Gran Bretaña se remonta al siglo II a. C., cuando fueron introducidas por las tribus celtas de todo el Canal de la Mancha. El primer registro de las monedas que fueron acuñadas en Gran Bretaña se atribuye en Kent por las tribus como los Cantiaci que  alrededor del 80-60 antes de Cristo imitó los de Marsella a través de la fundición en lugar del martilleo. Después de que los romanos comenzaron su invasión de Gran Bretaña en el año 43, establecieron casas de moneda en todo el país, incluso en Londres, que produjeron monedas romanas. Durante unos 40 años antes del cierre. Una casa de moneda en Londres reabrió brevemente en el 383 hasta que se cerró rápidamente cuando el gobierno romano en Gran Bretaña llegó a su fin. Durante los próximos 200 años, no parece que se hayan acuñado monedas en Gran Bretaña hasta la aparición de los reinos ingleses en el año 650, que se registraron hasta 30 minas en Gran Bretaña y una que se estableció en Londres. El control de las casas de moneda de Gran Bretaña se alternó a medida que diferentes tribus luchaban por el territorio. En el 886, Alfredo el Grande recapturó Londres desde Danelaw y comenzó a emitir monedas de plata con su retrato; esto se considera como el comienzo de la historia continua de la Royal Mint.

### Años 1279 al 1805

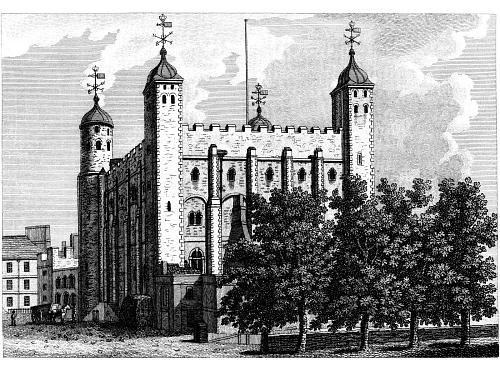
Torre de Londres (1783)

En 1279, las numerosas casas de moneda del país se unificaron en un solo sistema mediante el cual el control se centralizó en la casa de moneda dentro de la Torre de Londres, las otras casas de la moneda fuera de Londres se redujeron y únicamente unos pocos locales y episcopales continuaron operando. Los rollos de tubería que detallan los registros financieros de la casa de moneda de Londres muestran un gasto de £ 729 17s 8½d y documentos de la madera comprada para los talleres.Los trabajos individuales en la casa de moneda estaban bien establecidos en 1464. El maestro encargado tenía el deber de contratar a grabadores y de supervisar a los monetarios, mientras que el director de la casa de moneda era responsable de presenciar la entrega de las matrices. En 1472 se creó una junta de la casa de moneda especializada para promulgar un contrato de fianza el 23 de febrero que asignó las responsabilidades de la casa de moneda en tres funciones principales; un alcaide, un maestro y un contralor.
En el siglo XVI, que se sufrió los efectos de la Muerte Negra, la Europa continental se encontraba en medio de una expansión económica; sin embargo, Inglaterra sufría dificultades financieras debido al gasto excesivo del gobierno. En la década de 1540, las guerras con Francia y Escocia llevaron a Enrique VIII a promulgar La gran degradación, que redujo significativamente la cantidad de metales preciosos en monedas. Con el fin de obtener un mayor control de la moneda del país, los  monasterios se disolvieron, lo que terminó con la producción de monedas importantes fuera de Londres.

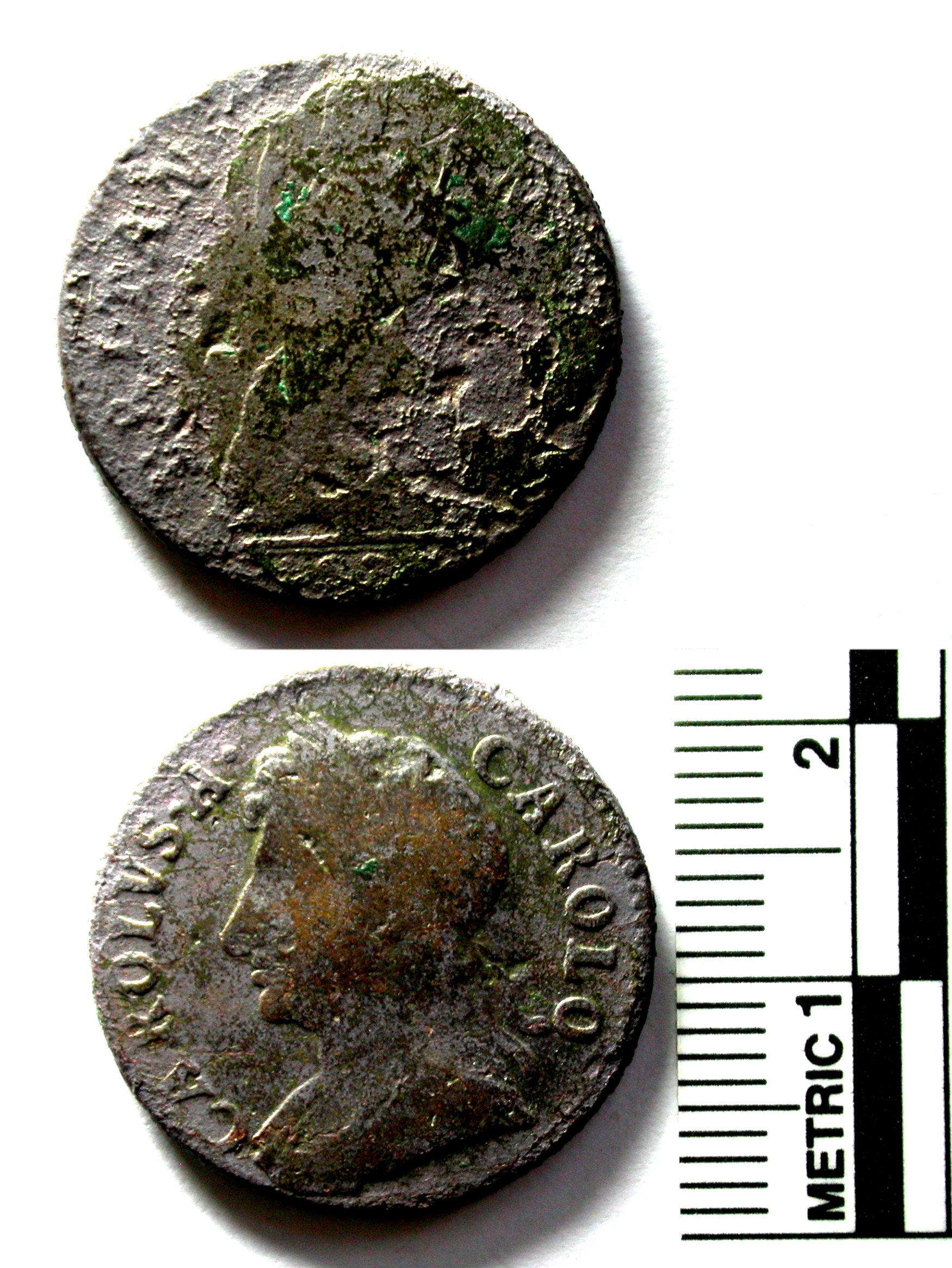
Aleación de cobre de Carlos II de Inglaterra. Casa de moneda: Londres. Tipo: «Farthing» (cobre): Charles II (S 3394).

En 1603, la unión de Escocia e Inglaterra bajo el rey Jacobo I de Inglaterra y VI de Escocia se consiguió una unión parcial de las monedas de ambos países, la libra escocesa y la libra esterlina. Debido a que Escocia degradó fuertemente sus monedas de plata, una marca escocesa valía solo 13.5d en comparación con una marca inglesa que valía 6s 8d. Para salvar la diferencia entre los valores, hubo monedas de fichas complementarias no oficiales, a menudo hechas de plomo, que fueron hechas por mineros no autorizados en todo el país. Para 1612, había 3,000 de esas casas de moneda sin licencia que producían estas fichas, ninguna de las cuales pagaba nada a la corona. La Royal Mint, sin querer desviar la mano de obra fuera de la acuñación más rentable de oro y plata, contrató al agente Harington que bajo licencia comenzó a emitir cobre de «farthings» en 1613. licencias privadas para acuñar estas monedas fueron revocadas en 1644 que llevó a los operadores a reanudar la acuñación de sus propias fichas complementarias. En 1672, la Royal Mint finalmente asumió la producción de monedas de cobre. Las piezas de cobre se produjeron en 1672–1675 y 1679, pesaron de 5,2 a 6,4 gramos y tenían un diámetro de 22–23 milímetros. El anverso tenía un busto del rey orientado hacia la izquierda, con la inscripción CAROLVS A CAROLO,, mientras que en el reverso mostraba Britannia, que estaba sentada mirando hacia la izquierda, con la inscripción BRITANNIA y la fecha en la parte inferior circular debajo de Britannia.

#### Casas de moneda de la guerra civil

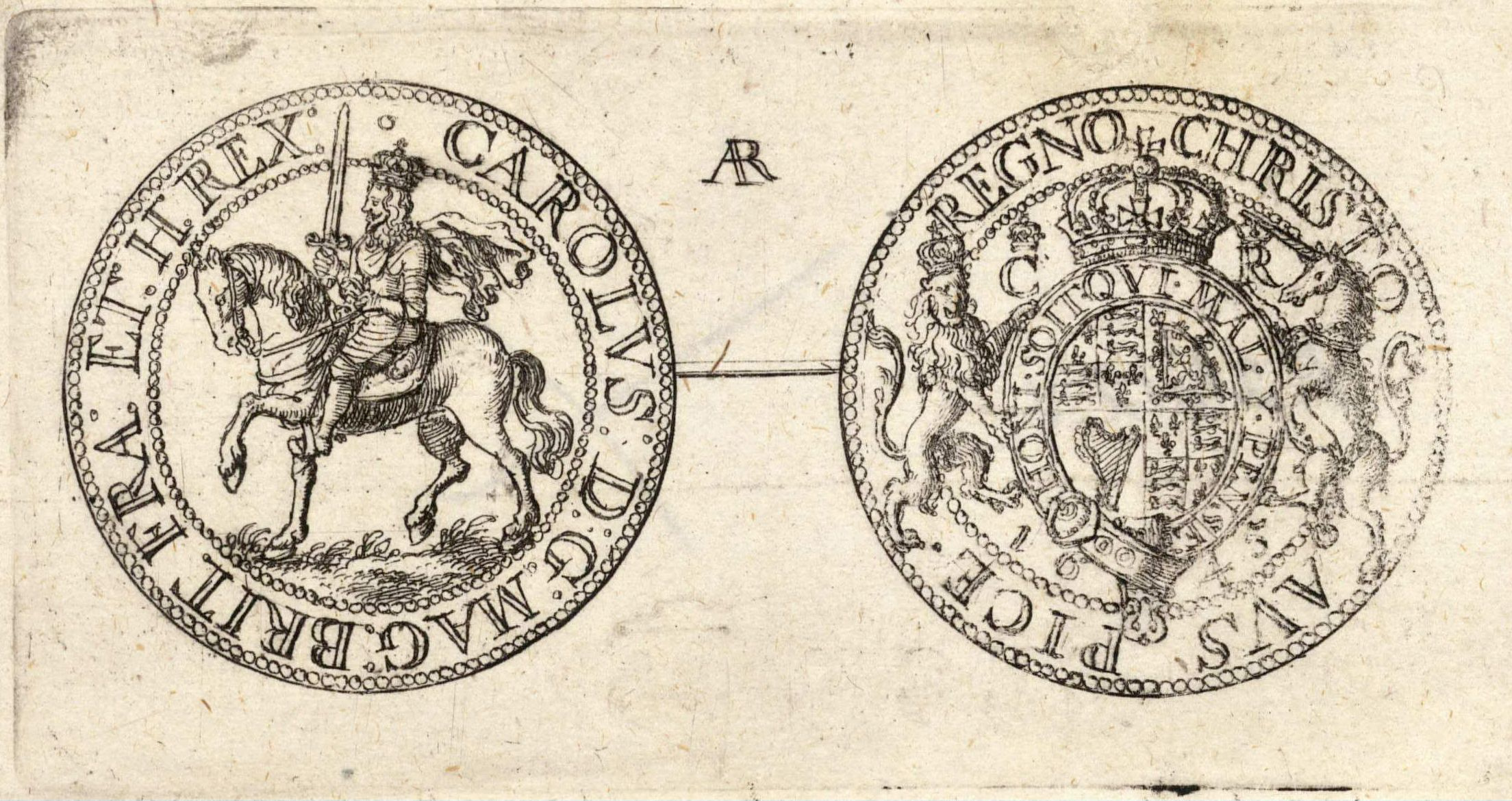
Carlos I Media corona de la guerra civil.

Antes del estallido de la Guerra Civil Inglesa, Inglaterra firmó un tratado en 1630 con España que le aseguró un suministro constante de lingotes de plata a la casa de moneda de la Torre. Se establecieron sucursales adicionales para ayudar a la de Londres, incluida una en el castillo de Aberystwyth, en Gales. En 1642 el parlamento tomó el control de la casa de moneda de la Torre y, después de que Carlos I intentara arrestar a los Cinco Miembros, se vio obligado a huir de Londres, estableciendo al menos 16 casas de moneda de emergencia en las islas británicas en Colchester, Chester, Cork Edimburgo, Dublín, Exeter, Salisbury, partes de Cornualles que incluyen Truro, Weymouth, Worcester, York, Carlisle, Newark, Pontefract y Scarborough.
Después de elevar el estándar real en Nottingham que marca el comienzo de la guerra, Carlos llamó al leal ingeniero de minas Thomas Bushell, propietario de una mina de plata y casa de moneda en Aberystwyth, para trasladar las operaciones al Shrewsbury, que estaba controlado por las tropas reales, posiblemente dentro de los terrenos. del castillo de Shrewsbury. Sin embargo, la casa de la moneda no duró mucho, operando no más de tres meses antes de que Carlos le ordenara a Bushell reubicar la casa de la moneda en su sede en la capital real de Oxford. La nueva casa de moneda de Oxford se estableció el 15 de diciembre de 1642 en el New Inn Hall de la Universidad de Oxford, el sitio actual del Colegio de San Pedro. Allí, las placas de plata y las monedas extranjeras se fundieron y, en algunos casos, simplemente se moldearon para producir monedas rápidamente. Bushell fue nombrado director de la casa de la moneda y maestro trabajador, donde estuvo junto a los notables grabadores Nicholas Briot, Thomas Rawlins y Nicholas Burghers, el último de los cuales fue nombrado Graver of Seals, Stamps and Medallas en 1643. Cuando el príncipe Ruperto del Rin tomó el control de Oxford el mismo año, se le ordenó a Bushnell mudarse al Castillo de Bristol, donde continuó acuñando monedas hasta que cayó bajo el control parlamentario el 11 de septiembre de 1645, lo que puso fin a la participación de Bushnell en las casas de moneda de la guerra civil.
En el sur de Inglaterra, en noviembre de 1642, el rey ordenó al parlamentario monárquico Richard Vyvyan que construyera una o más casas de moneda en Cornualles, donde se le ordenó que acuñara monedas de cualquier lingote que pudiera obtenerse y se lo entregara a Ralph Hopton, un comandante de las tropas reales en la región. Vyvyan construyó una casa de la moneda en Truro y se convirtió en su Maestro hasta 1646, cuando fue capturada por los parlamentarios. En el cercano Exeter que había estado bajo control de Westminster desde el comienzo de la guerra, se ordenó que se estableciera una casa de moneda después de que el parlamento debatiera la propuesta el 8 de diciembre de 1642. En septiembre de 1643, la ciudad fue capturada por el Ejército Realista de Cornualles liderado por el príncipe Mauricio del Palatinado, lo que llevó a Vyvyan a trasladar su casa de moneda cercana en Truro a la recapturada ciudad. La ubicación exacta de la casa de moneda en Exeter es desconocida, sin embargo, los mapas de la época muestran una calle llamada Old Mint Lane cerca de Friernhay, que debía ser el sitio de un reciclaje para reemplazar la plata martillada en 1696. Se sabe mucho menos sobre los empleados de la casa de la moneda con únicamente Richard Vyvyan y el empleado Thomas Hawkes registrados.

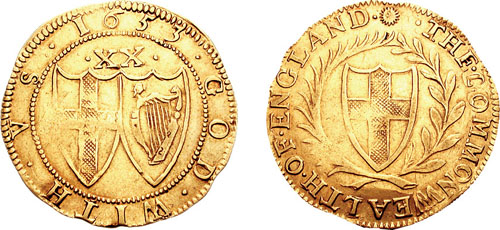
Unite emitida durante la Commonwealth, 1653.

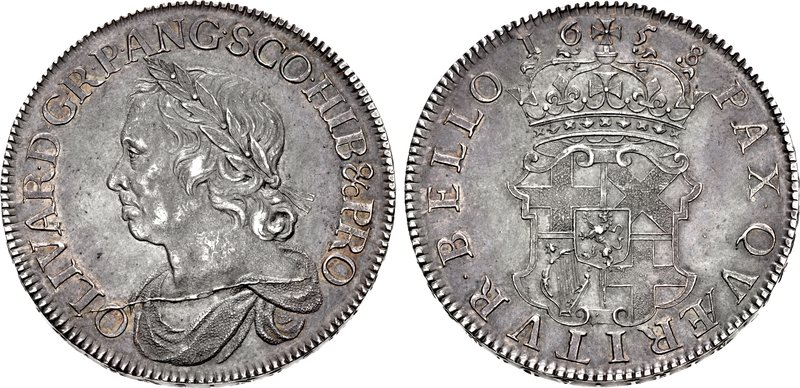
Corona británica con la efigie de Oliver Cromwell 1658.

Tras la ejecución de Carlos I en 1649, la recién formada Commonwealth de Inglaterra estableció su propio conjunto de monedas que, por primera vez, utilizaban el inglés en lugar del latín y estaban diseñadas de forma sencilla en comparación con las que se habían publicado anteriormente en la monarquía. El gobierno invitó al ingeniero francés Peter Blondeau que trabajaba en la casa de la moneda de París para que viniera a Londres en 1649 con la esperanza de modernizar el proceso de acuñación del país. En Francia, las monedas de martillo habían sido prohibidas por la Monnaie de Paris desde 1639 y reemplazadas con monedas acuñadas. Después de llegar, no fue hasta el 9 de mayo de 1651 que sus pruebas comenzaron en Drury House (Londres), habiendo requerido primero el permiso del parlamento. Inicialmente produjo piezas de patrón de plata molidas de mestizos, chelines y seis peniques; sin embargo, los adeptos rivales que preferían las monedas realizadas con el martilleado continuaron utilizando el antiguo método de martilleo. En 1656, el Lord Protector Oliver Cromwell ordenó al grabador Thomas Simon que cortara una serie de troqueles con su busto, para que fueran acuñados utilizando el nuevo método de fresado. Pocas de las monedas de Cromwell entraron en circulación; el mismo Cromwell murió en 1658 y la Mancomunidad colapsó dos años después. Sin el respaldo de Cromwell en la acuñación de monedas, Peter Blondeau regresó a Francia dejando que Inglaterra continuara acuñando monedas.

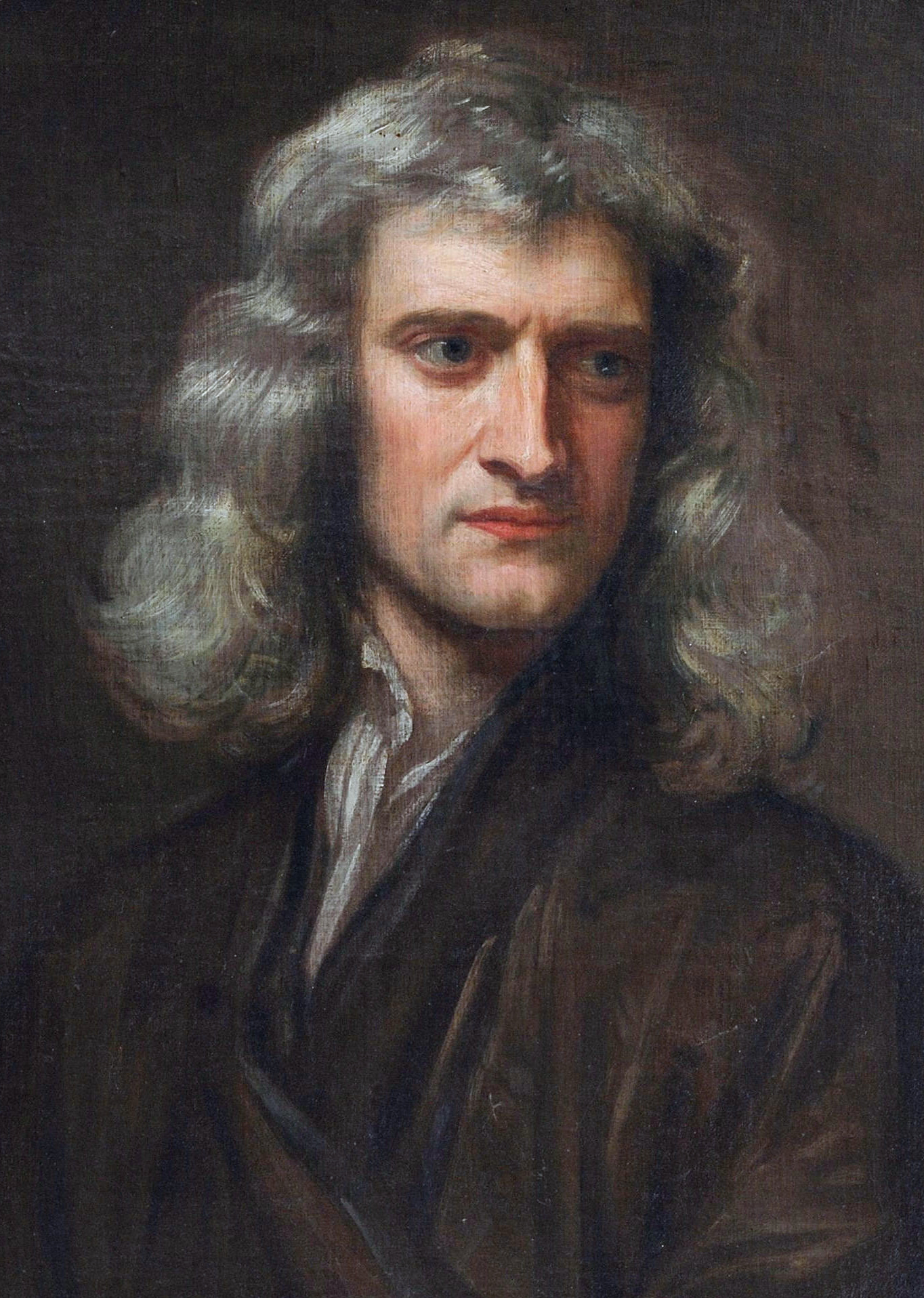
Retrato de Isaac Newton. Alcaide de la Casa de la Moneda (1696–1700) y director de la misma (1700–1727).

En 1662, después de que fracasaran los intentos anteriores de introducir monedas acuñadas en Gran Bretaña, el monarca restaurado Carlos II recordó a Peter Blondeau para establecer una acuñación permanente hecha a máquina. A pesar de la introducción de las nuevas monedas molidas, como las viejas monedas martilladas sufrieron pesadamente por la falsificación y el recorte. Para combatir esto, el texto Decus et tutamen, se le agregó a algunas monedas.
Después de la Revolución Gloriosa de 1688, que vio cómo James II fue expulsado del poder, el parlamento tomó el control de la casa de moneda de la Corona, que hasta entonces había permitido a la casa de moneda actuar como un organismo independiente que producía monedas en nombre del gobierno.
Bajo el patrocinio de Charles Montagu, primer conde de Halifax , Isaac Newton se convirtió en el director de la casa de la moneda en 1696. Su papel, destinado a ser una sinecure, fue tomado en serio por Newton, quien trató de combatir los crecientes problemas del país con la falsificación. En este momento, las falsificaciones representaban el 10% de la acuñación del país, el recorte era común y el valor de la plata en monedas había superado su valor nominal.  El rey Guillermo III  inició el Gran Recobro de 1696, por lo que todas las monedas se retiraron de la circulación y promulgó la Ley de Monedas de 1696, que convierte en una alta traición poseer o emplear un equipo de falsificación. Se establecieron sucursales para ayudar a la nueva moneda en Bristol, Chester, Exeter, Norwich y York, y las monedas devueltas se valoraron en peso, no en el valor nominal.
La Acta de Unión 1707 unieron a Inglaterra y Escocia en un único país, lo que hizo a Londres hacerse cargo de la producción de la moneda de Escocia y, por lo tanto, reemplazó a la libra escocesa con la libra esterlina inglesa, lo que hizo que la casa de moneda de Edimburgo se cerrara finalmente el 4 de agosto de 1710. Mientras el imperio británico continuaba expandiéndose, fue mayor la necesidad de suministrar su acuñación. Esto, junto con la necesidad de una nueva maquinaria de acuñación y las condiciones reducidas dentro de la Torre de Londres, condujo a planes para que la casa de moneda se trasladara al cercano East Smithfield del Tower Hamlets.

### Años 1805 al 1967

#### Torre Hill

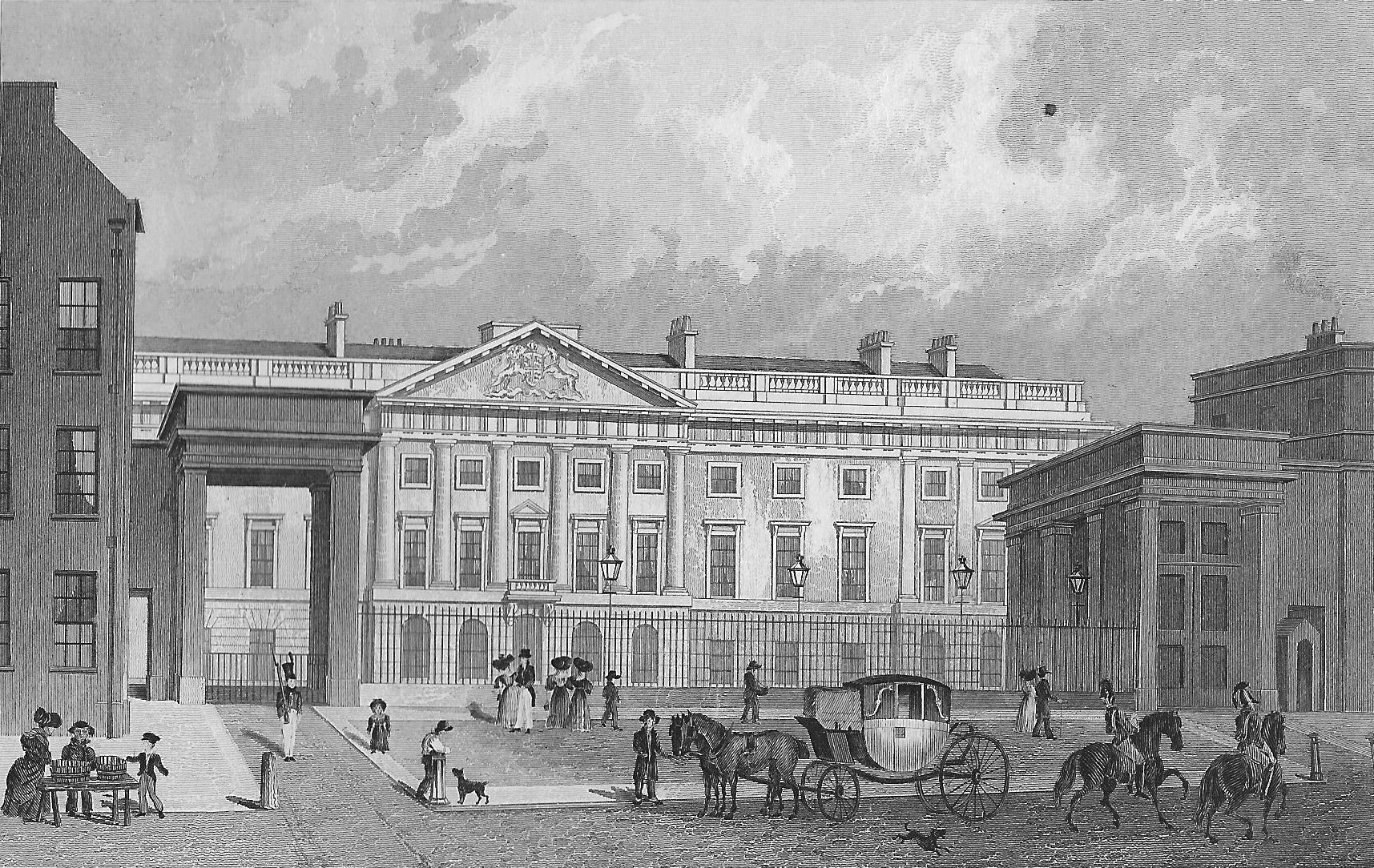
The Royal Mint, Tower Hill, Londres en 1830.

Ubicada frente a la Torre de Londres en Tower Hill, la nueva casa de moneda construida para este propósito comenzó a edificarse en 1805 y se completó en 1809. Sin embargo, no fue hasta 1812 que la mudanza se hizo oficial, cuando las llaves de la antigua casa de moneda se entregaron con gran ceremonia al Constable de la torre. Frente al sitio se encontraba el edificio Johnson Smirke, cuyo homónimo proviene de su diseñador James Johnson y el arquitecto Robert Smirke. Este edificio estaba flanqueado a ambos lados por casas de entrada detrás de las cuales otro edificio albergaba la nueva maquinaria de la casa de moneda. También se erigieron una serie de otros edificios más pequeños que albergaban a oficiales y miembros del personal. 
En 1856, la casa de la moneda estaba empezando a ser ineficiente, sufriendo irregularidades en la finura y el peso de las monedas acuñadas. El maestro de la Casa de la Moneda, Thomas Graham, instruido por el Primer ministro Lord Palmerston, fue informado de que, a menos que la casa de moneda pudiera elevar sus estándares y ser más económico, lo dividirían entre los contratistas  y pondrían hacerlo bajo la administración. Graham buscó el consejo del químico alemán August Wilhelm von Hofmann, quien a su vez recomendó a su estudiante George Frederick Ansell como capaz de resolver los problemas de la empresa. En una carta al tesoro con fecha del 29 de octubre de 1856, Ansell fue presentado como candidato y, posteriormente, se le otorgó el cargo de empleado temporal el 12 de noviembre de 1856 con un salario de 120 £ por año.
Al asumir el cargo, Ansell descubrió que el peso de los metales en la casa de moneda era extremadamente flojo. En la casa de moneda, se acostumbraba a pesar la plata en 0.5 onzas y el oro en un centavo de peso (0.05 onzas), sin embargo, estas normas significaban que las pérdidas se estaban produciendo a partir de metales sobre valuados. En uno de estos casos, Ansell entregó 7920.00 onzas de oro a la casa de moneda donde un funcionario lo pesó en 7918.15 onzas, una diferencia de 1.85 onzas. Al solicitar un segundo pesaje en una escala más precisa, se certificó que el lingote pesaba 7919.98 onzas, mucho más cerca de la medición anterior, que se eliminó en 960 granos. Para aumentar la precisión de los pesos, se ordenó un equipo de pesaje más preciso y se revisaron las especificaciones a 0.10 onzas para plata y oro a 0.01 onza. Entre 1856 y 1866, las escalas antiguas se eliminaron gradualmente y se reemplazaron por las hechas De Grave, Short y Fanner; ganadores de un premio de la Exposición Universal de Londres (1862) otorgado por trabajos relacionados con balanzas.
Otra observación que hizo Ansell fue la pérdida de oro durante el proceso de fabricación. Descubrió que se podían recuperar de 15 a 20 onzas a través del barrido, es decir, la basura quemada sobrante del proceso de acuñación que a menudo se dejaba en cajas abiertas durante muchos meses antes de ser removida. Queriendo dar cuenta de cada partícula, planteó la hipótesis de que debido a que la Conservación de masa significaba que era físicamente imposible que el oro simplemente desapareciera, atribuyó el peso perdido a una combinación de petróleo, polvo y diferentes tipos de materia extraña entre el oro. En 1859, la Casa de la Moneda Real rechazó un lote de oro que se encontró que era demasiado frágil para la acuñación de los soberanos de oro. El análisis reveló la presencia de pequeñas cantidades de antimonio, arsénico y plomo. Con los antecedentes de Ansell en química, persuadió a la Casa de la Moneda para que le permitiera experimentar con la aleación y finalmente pudo producir 167,539 soberanos de oro.
En una segunda ocasión, en 1868, se descubrió nuevamente que las monedas de oro, esta vez con un valor total de 500,000 £, se producían con oro inferior. Si bien la práctica habitual en la casa de moneda era que las monedas rechazadas (conocidas como brockages) se fundieran, muchas entraron en circulación general y la casa de moneda se vio obligada a devolver miles de onzas de oro al Banco de Inglaterra. Aunque Ansell se ofreció a volver a fundir las monedas de calidad inferior, su oferta fue rechazada, lo que causó una disputa entre él y los jefes de casa de la moneda, que finalmente lo llevó a ser eliminado de su posición en la casa de moneda.

#### Refinería Royal Mint

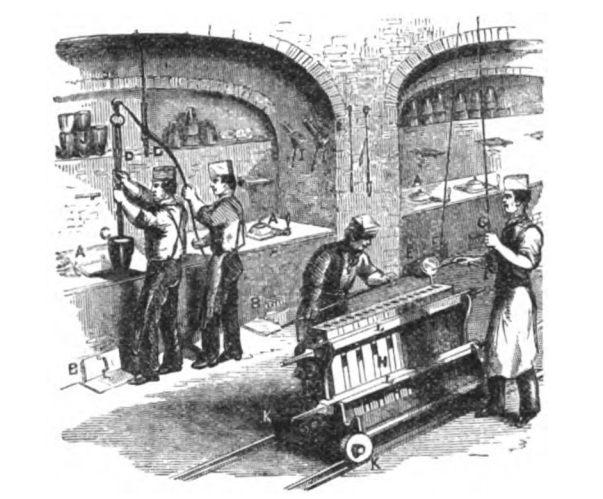
Proceso de la fusión del oro en 1870.

Después de trasladarse a su nueva sede en Tower Hill, la Casa de la Moneda se vio sometida a un mayor escrutinio de cómo lidiaba con el oro sin refinar que había entrado en el país. Inicialmente, el Maestro de la Casa de Moneda era responsable de supervisar la práctica desde el inicio del puesto en el siglo XIII, sin embargo, el proceso de refinería resultó ser demasiado costoso y sufrió una falta de responsabilidad por parte del capitán. Una Comisión Real se estableció en 1848 para tratar estos temas y dieron la recomendación para el proceso de la refinería que se subcontratara a otra agencia externa eliminando de este modo el proceso de refinación de las responsabilidades de la casa de moneda. La oportunidad de manejar la refinería de Mint fue aprovechada por Anthony de Rothschild, un descendiente de la familia Rothschild, y heredero de la multinacional banca de inversión de empresa NM Rothschild & Sons. Rothschild consiguió un contrato de arrendamiento con el gobierno en enero de 1852, comprando equipo y un edificio adyacente a Royal Mint en el 19 Royal Mint Street. bajo el nombre de Royal Mint Refinery.

#### Expansión colonial

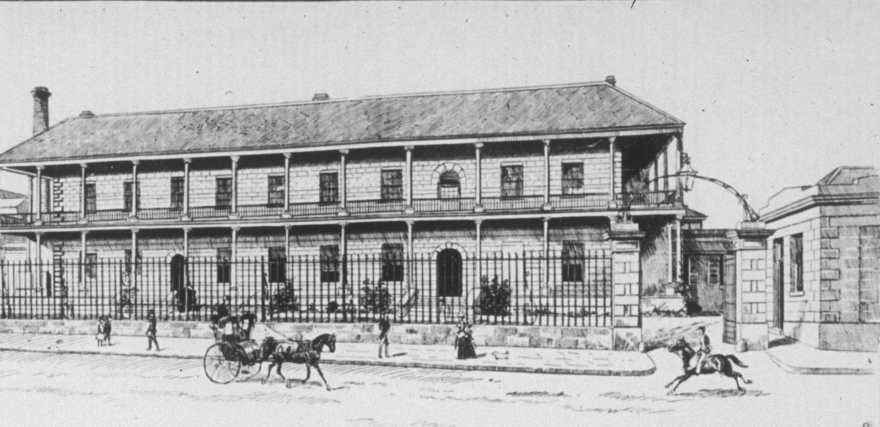
Dibujo de Royal Mint, de Sídney en 1888.

A medida que se expandía la influencia de Gran Bretaña como potencia mundial, con el establecimiento de colonias en el extranjero, una mayor necesidad de divisas hizo que la Real Casa de la Moneda tuviera que abrir sucursales en el extranjero. En Australia, el Consejo Legislativo local solicitó al gobierno del Reino Unido que estableciera una sucursal de la Royal Mint en Sídney (Sydney Mint) luego de que el prospector Edward Hargraves descubriera oro en Ophir, Nueva Gales del Sur en 1851. Los peticionarios obtienen el consentimiento real en 1853, el Diputado Maestro de la Casa de la Moneda de Londres hizo planes para abrir la primera sucursal en el extranjero de la Casa de la Moneda dentro de la colonia. El superintendente de monedas de Royal Mint viajó a Australia para supervisar su establecimiento en Macquarie Street, en el ala sur del Hospital de Sídney, donde se inauguró en 1854. Su éxito consiguió la nueva apertura de Melbourne Mint el 2 de junio de 1872, que costó 368,350 £ y Perth Mint, que se inauguró el 20 de junio de 1899. En 1926, luego de 72 años de funcionamiento, el Sydney Mint se cerró debido a su inferior capacidad tecnológica, que fue reemplazada por las de Melbourne y Perth. Después de que Australia fuese federalizada en 1901, Gran Bretaña continuó siendo propietaria de las casas de moneda hasta el 1 de julio de 1970, cuando se convirtieron en autoridades legales del Gobierno de Australia Occidental.
En Canadá , que había estado bajo el dominio británico desde 1763, las monedas británicas circularon junto a las de otras naciones hasta 1858, cuando Londres comenzó a producir monedas para el dólar canadiense recién establecido. A medida que se desarrollaba Canadá, en 1890 se hicieron pedidos para construir una casa de moneda en Ottawa para facilitar las minas de oro del país. La nueva casa de la moneda se inauguró el 2 de enero de 1908 por Lord Grey y produjo monedas para su circulación, incluidos los soberanos de Ottawa Mint. En 1931 bajo el Estatuto de Westminster, la casa de moneda quedó bajo el control del Gobierno de Canadá y posteriormente cambió su nombre a Royal Canadian Mint.

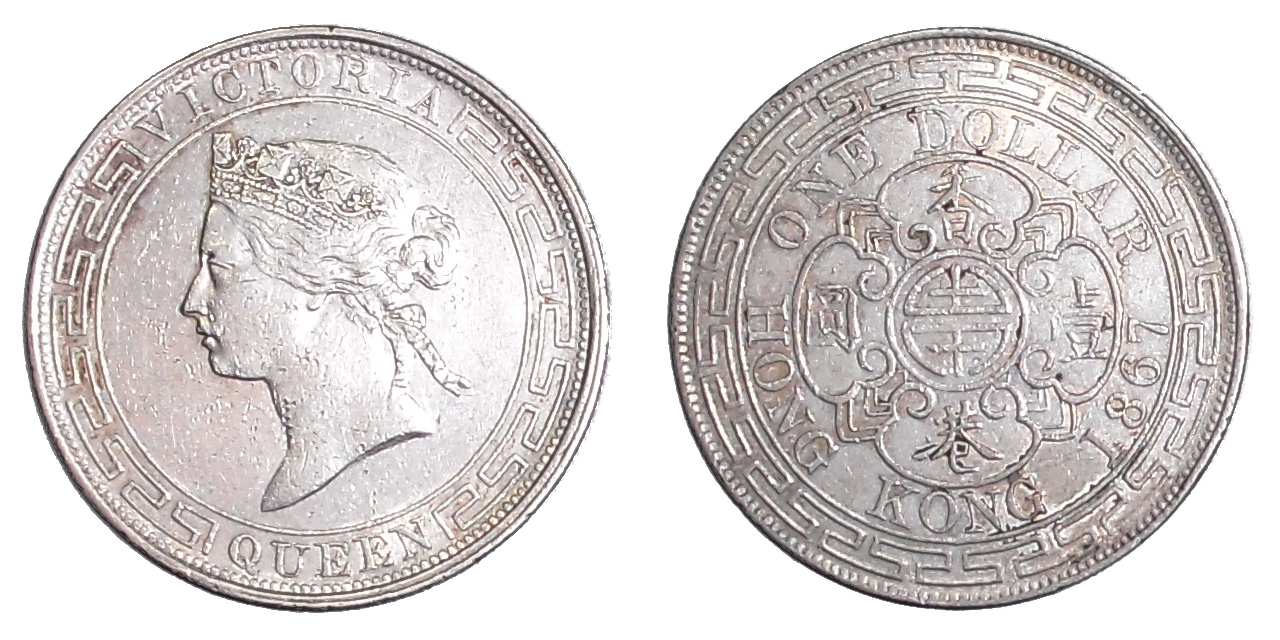
Hong Kong dólar de plata (1867)

Una quinta sucursal de Royal Mint se estableció en Mumbai (Bombay), India, el 21 de diciembre de 1917 como parte de un esfuerzo de guerra. A partir del 15 de agosto de 1918 hasta el 22 de abril de 1919, acuñó el soberano, y se cerró en mayo de 1919. Se estableció una sexta y última casa de moneda en el extranjero en la Unión de Sudáfrica en Pretoria el 1 de enero de 1923, produciendo durante su existencia 83,114,575 £, en valor de moneda de soberanos. Cuando Sudáfrica comenzó a cortar lazos con Gran Bretaña, la casa de moneda se cerró el 30 de junio de 1941 y luego se reabrió como la Casa de la Moneda de Sudáfrica.
Aunque únicamente la casa de moneda real de Londres controlaba oficialmente seis sucursales, se crearon muchas más para facilitar a partes del Imperio Británico. En New Westminster, Columbia Británica, la fiebre del oro de la Columbia Británica condujo a una acuñación en 1862 bajo la dirección del Gobernador James Douglas, donde produjo unas pocas monedas de oro y plata antes de ser cerrada en 1862 para ayudar a la ciudad de Victoria a convertirse en la capital de la región. El 26 de febrero de 1864, una Orden del Consejo solicitó la fundación de una casa de moneda independiente (Hong Kong Mint) en el Reino Unido. Para emitir monedas de plata y bronce. Sin embargo, esta casa de moneda duró poco debido a que sus monedas eran de degradación pesada y causaron pérdidas significativas. El sitio se vendió a Jardine Matheson en 1868 y la maquinaria de la casa de moneda se vendió a la Casa de la Moneda japonesa en Osaka.
Nueva Zelanda 1 $ y 2 $ de monedas son acuñadas por la Casa de la Moneda en el Reino Unido. Las monedas de 10 centavos, 20 centavos y 50 centavos son acuñadas por la Royal Canadian Mint. Otras casas de moneda que el Banco ha usado a lo largo del tiempo incluyen: la Royal Australian Mint, la Norwegian Mint y la South African Mint Company. Los datos de acuñación de monedas en «The F4 Coin» contienen detalles sobre el número y el valor de las monedas.

#### 1914 al 1967
En 1914, cuando estalló la guerra en Europa, el ministro de Hacienda, David Lloyd George, ordenó que se retiraran de la circulación monedas de oro para ayudar a pagar el esfuerzo de la guerra. El gobierno comenzó a emitir billetes de tesorería de 1 y 10 chelines como reemplazo, allanando el camino para que Britania dejara el patrón oro en 1931.

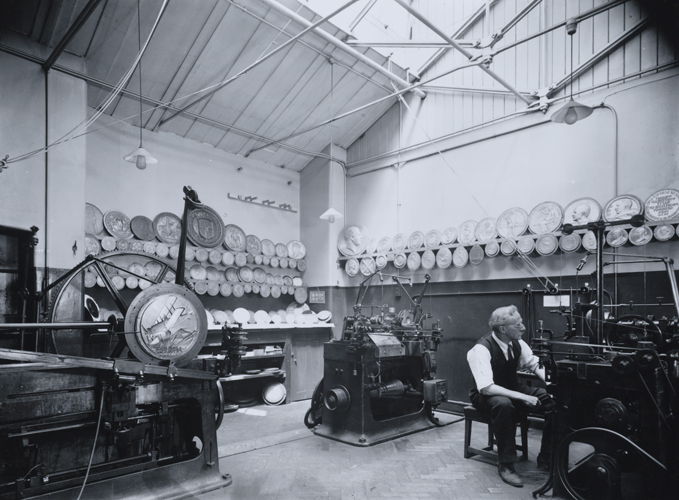
Sala de grabado en la Royal Mint en 1934.

Durante la Segunda Guerra Mundial, la Casa de la Moneda jugó un papel importante para garantizar que las personas recibieran sus servicios con moneda fuerte en lugar de billetes. Bajo la Operación Bernhard , los nazis planearon colapsar la economía británica inundando el país con notas falsificadas que lideraba el Banco de Inglaterra, para dejar de emitir billetes de 10 £ y de más valor. Para satisfacer estas demandas, la Casa de la Moneda duplicó su producción, de modo que para 1943 estaba acuñando alrededor de 700 millones de monedas al año, a pesar de estar bajo la amenaza constante de ser de ser bombardeada. El Diputado Maestro de la Casa de la Moneda, John Craig, reconoció los peligros de la Casa de la Moneda, introdujo una serie de medidas para garantizar que la Casa de la Moneda pudiera continuar operando en caso de un desastre. Craig agregó suministros de agua de emergencia, reforzó el sótano de Mint para que sirviera de refugio antiaéreo e incluso aceptó el empleo de mujeres por primera vez. Durante la mayor parte de la guerra, la casa de moneda logró escapar de la destrucción del Blitz hasta diciembre de 1940, cuando tres miembros del personal murieron en un ataque aéreo. Aproximadamente al mismo tiempo se instaló una casa de moneda auxiliar en Pinewood Studios, que había sido requisado para refuerzo de guerra. El personal y la maquinaria de Tower Hill fueron trasladados al sitio en Buckinghamshire, donde comenzó la producción en junio de 1941 y funcionó durante la guerra.
 En el transcurso de la guerra, la Casa de la Moneda Real fue golpeada en varias ocasiones diferentes y en un momento dado estuvo fuera de servicio durante tres semanas. A medida que la tecnología cambiaba con la introducción de electricidad y la demanda continuaba creciendo, el proceso de reconstrucción continuó, de modo que en la década de 1960 quedaba poco de la casa de moneda original, aparte del edificio de Smirke en 1809 y sus garitas en la parte delantera.
El 1 de marzo de 1966, el gobierno anunció su intención de que la libra se redujera a la decimalización, lo que requeriría un retiro a gran escala y la acuñación de millones de monedas nuevas, esto, así como los compromisos con los clientes extranjeros, significaba que la casa de la moneda debía enfrentarse a un pesada carga de trabajo. La falta de espacio en la casa y con el «día del decimal» que se avecinaba, se hizo evidente que la casa de moneda necesitaba ubicarse nuevamente en un sitio más grande. Con un grado de planes de urgencia se realizó en abril de 1967 un nuevo sitio que se construiría fuera de Londres, aunque se consideraron más de veinte sitios, en Gales en la localidad de Llantrisant situado a 16 km al norte-oeste de Cardiff fue el elegido.

### 1967 alsigloXXI

#### Traslado a Gales

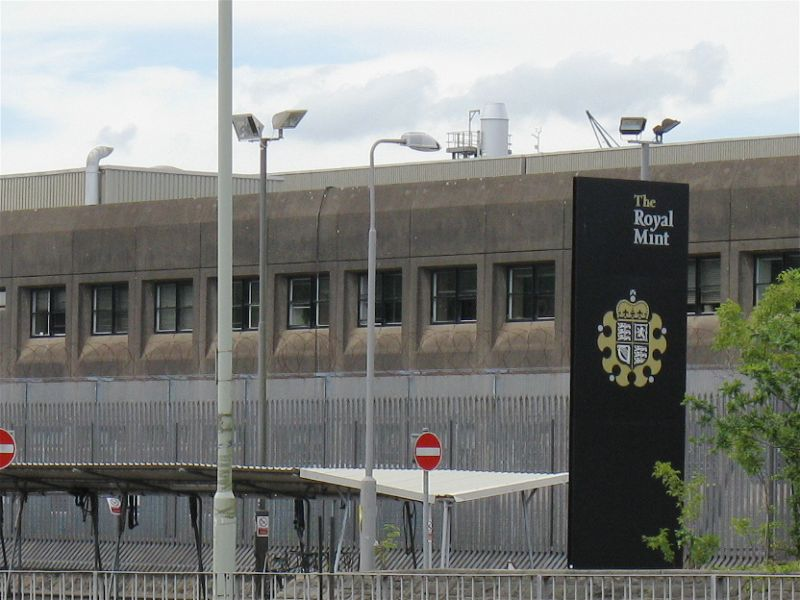
Exterior del Royal Mint edificio localizado en Llantrisant, Gales

El trabajo en la nueva casa de moneda comenzó en agosto de 1967 con la construcción de una planta de tratamiento en blanco y una planta para la fabricación de huellas. Esta primera fase de la casa de moneda se inauguró oficialmente el 17 de diciembre de 1968 con la asistencia real de la reina Isabel II, el príncipe Felipe y su hijo, el príncipe Carlos. Originalmente, existía el temor de que la familia real presentara protestas debido a la investidura del príncipe Carlos como el Príncipe de Gales; sin embargo, tales protestas no se materializaron. La segunda fase de construcción comenzó en 1973 e incluyó la adición de un medio para acuñar monedas de metales vírgenes completando el proceso completo de acuñación. Una vez finalizado, el costo final del terreno, los edificios y la planta ascendieron a 8 millones de £.  La acuñación y producción de monedas se trasladó gradualmente al nuevo sitio durante los siguientes siete años hasta que la última moneda, un Soberano de Oro, se golpeó en Londres en noviembre de 1975. En un intento por consolidar todos los actos previos relacionados con monedas, la Ley de Monedas de 1971 se aprobó, y entre otras cosas abolió efectivamente el cargo individual de Maestro de la Casa de la Moneda. En virtud de este acto, el  Canciller de Hacienda asumió el cargo, con un Maestro Adjunto designado por el Tesoro. Ejerciendo todos los poderes y deberes del Maestro dentro de la casa de moneda.

#### Dificultades financieras
Después de mudarse a Gales, la casa de moneda luchó por ser rentable ya que el mundo occidental cayó en una profunda recesión a principios de los años setenta. Para combatir el aumento de la deuda nacional, la Casa de la Moneda se estableció como un fondo comercial el 1 de abril de 1975 que requería que se autofinanciara. Esta medida tuvo éxito y la casa de moneda comenzó a ser rentable a través de fuertes exportaciones. Para permitir más libertad financiera y una mejor administración, la casa de moneda se convirtió en una Agencia Ejecutiva en abril de 1990.
Durante la crisis financiera mundial de 2008, se anunció un paquete de rescate que costó 500 mil millones de £, para ayudar a estabilizar el sistema bancario británico. Esto hizo temer que el gobierno intentaría financiar el costo mediante la venta de organizaciones estatales. En un informe previo al presupuesto de 2009, el Canciller de Hacienda, Alistair Darling declaró que la tesorería «exploraría los beneficios potenciales de modelos futuros alternativos para la Casa de Moneda Real». Un mes más tarde, en su presupuesto de 2009 para el Reino Unido, recomendó que se hiciera una nueva empresa para que se vendiera. La decisión fue recibida con indignación por los sindicatos y los partidos de oposición en el parlamento, que la llamaron «la venta de la plata familiar» y que daría lugar a pérdidas de empleos. En contraste, el director ejecutivo de la casa de la moneda, Andrew Stafford, acogió con satisfacción la decisión y dijo que conduciría a un mayor crecimiento y aseguraría el futuro del negocio. El 31 de diciembre de 2009, en lugar de ser totalmente privatizada, la casa de moneda dejó de ser una agencia ejecutiva y sus activos recaen en una sociedad de responsabilidad limitada, Royal Mint Ltd.  El propietario de la nueva compañía se convirtió en el fondo comercial The Royal Mint, que a su vez continuaba siendo propiedad de HM Treasury. Como su único accionista, la casa de moneda paga un dividendo anual de 4 millones de £, a la tesorería y las ganancias restantes se reinvierten en la casa de moneda. En el 2015, el Canciller de Hacienda, George Osborne, anunció una campaña de privatización de  20 mil millones de £, para recaudar fondos con la Royal Mint en venta junto con otras instituciones, como Met Office y Companies House.

#### Renacer
Con su nueva libertad financiera, la Casa de la Moneda comenzó a diversificar su gama de productos a través de la expansión para ofrecer artículos fuera de su mercancía habitual relacionada con monedas. A principios de la década de 2000, la Casa de la Moneda vendía diferentes tipos de joyas, platos conmemorativos y estatuillas,  y
finalmente creó su propia gama de artículos de colección de Royal Mint Classics. Esta parte del negocio resultó popular para atraer nuevos clientes, sin embargo, sufrió un desarrollo de productos deficiente. El ejemplo de sus productos incluyó un moderno frasco con una moneda de 2 £, un reloj de cristal de Edimburgo combinado con una corona milenaria y una placa Wedgwood con Britannia. En 2007, la Casa de la Moneda decidió reanudar su enfoque en las monedas, reduciendo el tamaño de los negocios no relacionados con las monedas y descontinuando su gama de Classics.

#### 2012 Juegos Olímpicos de Londres

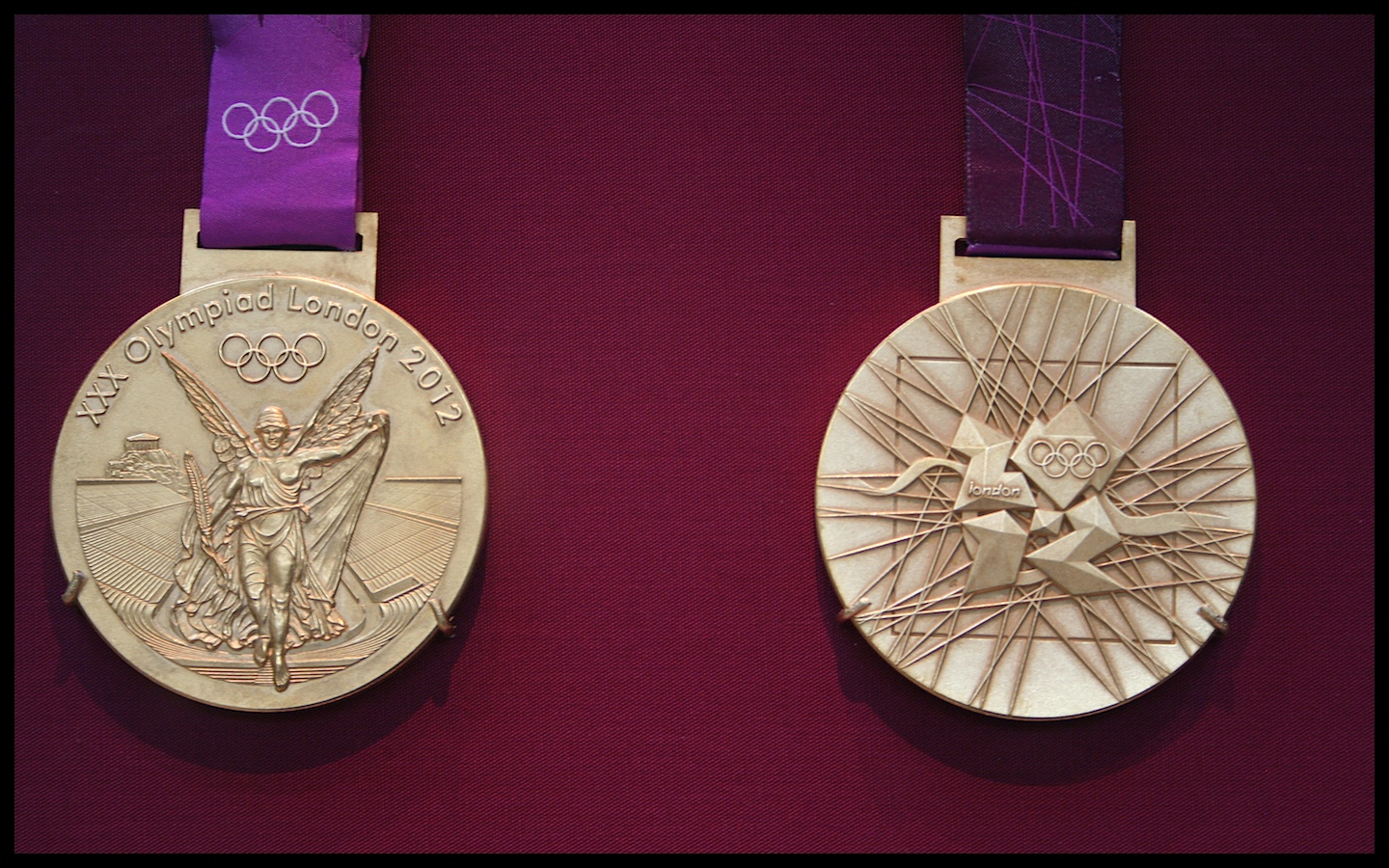
Medalla olímpica 2012 realizada por la Casa de la Moneda.

Después de que Londres fue seleccionado para albergar los Juegos Olímpicos de Londres 2012, Royal Mint ganó con éxito su apuesta para fabricar las medallas olímpicas y paraolímpicas de los juegos. La Casa de la Moneda produjo 4.700 medallas de oro, plata y bronce, y cada medalla fue golpeada 15 veces con 900 toneladas de fuerza.
| Especificaciones de la medalla olímpica | Especificaciones de la medalla olímpica | Especificaciones de la medalla olímpica | Especificaciones de la medalla olímpica  |
|                                         | Medalla de oro                          | Medalla de plata                        | Medalla de bronce                        |
| --------------------------------------- | --------------------------------------- | --------------------------------------- | ---------------------------------------- |
| Peso                                    | 412g                                    | 412g                                    | 357g                                     |
| Composición                             | 1.34% de oro 93% de plata 6% de cobre   | 93% de plata 7% de cobre                | 97% de cobre 2.5% de zinc 0.5% de estaño |

Además de asegurar el contrato de producto de la medalla, la casa de moneda organizó un concurso para diseñar una serie de monedas conmemorativas de cincuenta peniques que entrarían en circulación general antes del evento. The Mint recibió más de 30,000 propuestas con 17,000 más de un concurs infantil en Blue Peter. La Casa de la Moneda seleccionó un total de 29 diseños con un deporte, junto con el diseñador más joven con 9 años de edad. [48] Una moneda de 2 £ que conmemora la entrega de Londres a Río también se emitió en 2012.

#### La experiencia Royal Mint
En abril de 2014, la CMI anunció planes para el desarrollo de un centro de visitantes en Llantrisant donde los miembros del público podrían participar en una visita guiada de las instalaciones y aprender sobre la historia de la casa de moneda. El contrato de desarrollo, estimado en 7,7 millones de £, se adjudicó a la empresa de construcción ISG y al consultor de diseño Mather & Co, quien había diseñado anteriormente el Museo Olímpico Noruego, así como un puñado de atracciones para los clubes deportivos como el Chelsea FC, el Manchester City FC, FC Porto y los Springboks. Para financiar el desarrollo, el Gobierno de Gales otorgó una subvención de 2,3 millones de £. para la atracción que pretendía atraer a 200.000 visitantes al año a la zona. En mayo de 2016, dos años después de su anuncio, la ahora llamada Royal Mint Experience se abrió al público en un costo final de 9 millones de £. Incluido en el centro de visitantes  se encuentra un museo interactivo, una visita de la fábrica, un centro de educación y una prensa donde los visitantes pueden golpear su propia moneda de recuerdo de 1 £.  En el centro se exhiben medallas olímpicas, una moneda de patrón de Eduardo VIII, una máquina reductora Janvier y una selección de placas de prueba, que alcanzan a más de 80,000 piezas.

#### Eventos recientes
En el mismo mes, la casa de moneda recogió 48 toneladas de plata recuperada del naufragio del SS Gairsoppa, que se utilizó para producir monedas de edición limitada.
En 2015, después de casi 50 años, la casa de moneda comenzó a producir su propia línea de lingotes y monedas bajo su revivida marca Royal Mint Refinery. Luego, en 2016, la casa de moneda anunció planes para Royal Mint Gold (RMG), una moneda de oro digital que utiliza cadena de bloques para comerciar e invertir en oro. Operado por CME Group, la tecnología será creada por las compañías de tecnología AlphaPoint y BitGo. El tipo de moneda que debía lanzarse en 2017 sería en estándar de oro, por lo que una ficha RMG equivale a 1 gramo de oro físico contenido en Royal Mint. Hasta 1 billón $ en RMG está programado para ser emitido por la casa de moneda.

## Operaciones

### Producción de monedas
Como único organismo responsable de acuñar monedas de curso legal en el Reino Unido bajo contrato de HM Treasury, la casa de moneda produce toda la moneda física del país, además de los billetes impresos por el Banco de Inglaterra. En promedio, produce 2 billones de monedas de libra esterlinas alcanzadas para la circulación general de cada año, con una estimación de 28 billones de piezas circulando en total. Fuera del Reino Unido, la Royal Mint proporciona servicios a más de 60 países diferentes, incluidos Nueva Zelanda y muchas naciones del Caribe, en forma de producir monedas nacionales o suministrar cospeles listos para acuñar. En 2015, se estimó que se acuñaron 2.400 millones de monedas para países extranjeros que superan a las monedas nacionales y que proporcionan más del 60% de los ingresos de la casa de la moneda. La venta de monedas conmemorativas también forma parte de las operaciones de la casa de moneda con monedas de calidad variable y hechas de diferentes metales preciosos que se lanzan anualmente para el mercado de los coleccionistas.
| Moneda acuñadas (billones) | Moneda acuñadas (billones) | Moneda acuñadas (billones) | Moneda acuñadas (billones) |
|                            | 2015                       | 2014                       | 2013                       |
| -------------------------- | -------------------------- | -------------------------- | -------------------------- |
| United Kingdom             | 2.007                      | 2.384                      | 1.996                      |
| International              | 2.4                        | 2.2                        | 2.0                        |

### Lingote

Sello de la Royal Mint Refinery.

Otra operación importante realizada por la Casa de Moneda que contribuye a la mitad de los ingresos de la casa es la venta de lingotes a inversionistas o miembros del público en general en forma de barras o monedas. Históricamente, la Casa de la Moneda había refinado su propio metal, sin embargo, bajo el consejo de una Comisión Real de 1848, el proceso se separó y la refinería independiente Royal Mint fue comprada y operada por Anthony de Rothschild, 1st Baronet en 1852. La familia Rothschild continuó la gestión de la refinería hasta que fue vendida a Engelharden en 1967, un año más tarde, Royal Mint se mudó a Gales y dejó de interesarse por las barras de lingotes hasta que revivió la marca en 2015. Las barras de lingotes producidas por la casa de moneda están estampadas con el emblema original de la Refinería Royal Mint y tienen una gama de diferentes tamaños.
| Barras de lingotes | Barras de lingotes | Barras de lingotes | Barras de lingotes | Barras de lingotes | Barras de lingotes | Barras de lingotes | Barras de lingotes | Barras de lingotes |
| Metal              | Finura             | Pesos              | Pesos              | Pesos              | Pesos              | Pesos              | Pesos              | Pesos              |
| ------------------ | ------------------ | ------------------ | ------------------ | ------------------ | ------------------ | ------------------ | ------------------ | ------------------ |
| Plata              | 999                | —                  | —                  | —                  | —                  | 100g               | 500g               | 1 kg               |
| Oro                | 999.9              | 1g                 | 5g                 | 10g                | 1oz                | 100g               | 500g               | 1 kg               |
| Platino            | 999.5              | —                  | —                  | —                  | 1oz                | 100g               | 500g               | 1 kg               |

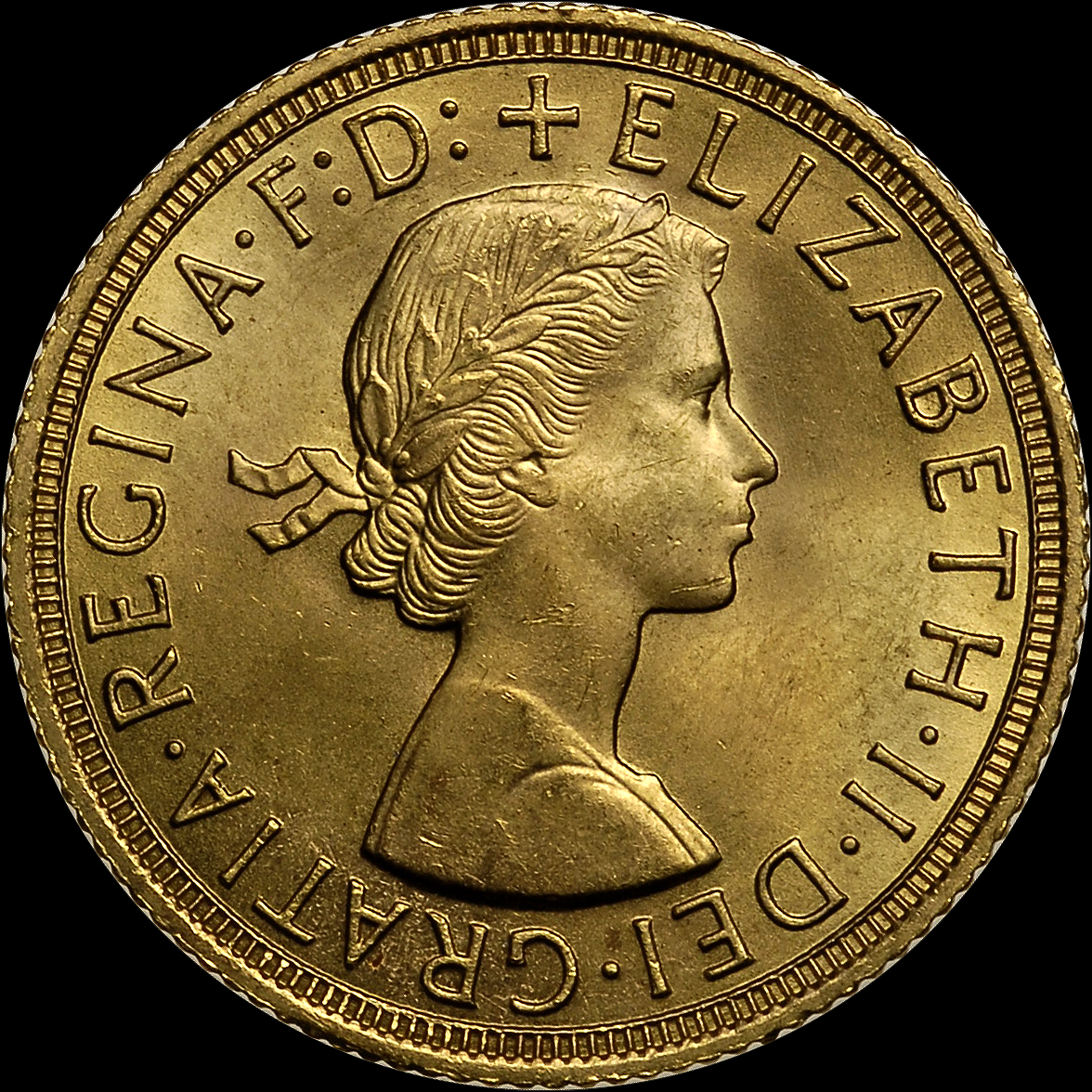
Anverso de 1959 de un Soberano de oro con la efigie de Isabel II de Inglaterra.

La acuñación de monedas de lingotes comenzó en 1957 para satisfacer una demanda de monedas Soberano de Oro soberanos auténticas que sufrían fuertes falsificaciones. Las monedas se lanzaron casi todos los años junto con versiones de prueba hasta 1982 cuando se suspendió la producción. En 1987, la casa de moneda comenzó a producir un nuevo tipo de moneda en lingotes, la moneda Britannia de 1 oz que era de oro y tenía un valor nominal de £ 100. Una versión de plata con un valor nominal de £ 2 también se lanzó en 1997. La producción del soberano fue previamente descontinuado y la mitad de los soberanos se reanudó en el 2000. En 2014, se comenzó cada año a acuñar una Serie Lunar en celebración del Año nuevo lunar y en 2016 comenzó la serie de The Queen's Beasts.
| Medallas de lingote  | Medallas de lingote | Medallas de lingote | Medallas de lingote | Medallas de lingote | Medallas de lingote | Medallas de lingote |
|                      | Tipo                | Valor facial        | Diámetro            | Peso                | Finura              | Referencias         |
| -------------------- | ------------------- | ------------------- | ------------------- | ------------------- | ------------------- | ------------------- |
| Britannia            | Una onze de plata   | 38.61mm             | 31.21g              | 999                 |                     |                     |
| Britannia            | Una onze de oro     | £100                | 32.69mm             | 31.21g              | 999.9               | [ 61 ]              |
| Soberano de Oro      | Soberano            | £1                  | 22.05mm             | 7.988g              | .916                | [ 62 ]              |
| The Queen's Beasts   | Dos onzas de plata  | £5                  | 38.61mm             | 62.42g              | 999                 | [ 63 ]              |
| The Queen's Beasts   | Una onza de oro     | £100                | 32.69mm             | 31.21g              | 999.9               | [ 63 ]              |
| The Queen's Beasts   | Una onza de platino | £100                | 32.69mm             | 31.21g              | 999.5               | [ 63 ]              |
| Lunar Serie          | Una onza de plata   | £2                  | 38.61mm             | 31.21g              | 999                 | [ 64 ]              |
| Lunar Serie          | Una onza de oro     | £100                | 32.69mm             | 31.21g              | 999.9               | [ 64 ]              |
| Landmarks of Britain | Una onza de plata   | £2                  | 38.61mm             | 31.21g              | 999                 | [ 65 ]              |

### Medallas
En ocasiones, la Royal Mint produce medallas para los departamentos gubernamentales y bajo un contrato privado para clientes como las sociedades reales, colegios y universidades. En particular, la casa de moneda ha hecho medallas para laOrden del Imperio Británico, así como muchos honores militares, incluyendo la Medalla de la Defensa y la Cruz de Valentía demostrada para las Fuerzas Armadas británicas. Para los Juegos Olímpicos de verano de 2012, la casa de moneda ganó un contrato para producir 4.700 medallas de oro, plata y bronce para los competidores.
Antes de 1851, la realización de medallas en la casa de moneda era a discreción de los grabadores que podían realizar el trabajo de forma independiente y recibir un salario adicional. Una patente real emitida en 1669 le otorgó a la casa de moneda el derecho exclusivo de producir medallas de cualquier metal que mostrara el retrato de un monarca. Los grabadores utilizarían las instalaciones de la casa de la moneda para hacer medallas conmemorativas para su propio diseño para la venta. Una fecha clave en la historia de la casa de moneda es la producción de medallas para los militares en 1815, cuando la Batalla de Waterloo marcó el comienzo de la entrega de medallas de campañas militares. En 1874, la casa de moneda era responsable de hacer todas las medallas de guerra en el país y estaba haciendo medallas de campaña como la Medalla de Nueva Zelanda, la Medalla de la Guerra Abisinia y la Medalla de Ashantee.
Al comienzo de la Primera Guerra Mundial, las medallas militares fueron fabricadas por el Arsenal de Woolwich y por contratistas privados, sin embargo, en 1922, una nueva unidad de medallas creada por la Casa de la Moneda se convirtió en el único fabricante de todas las medallas y decoraciones en metal, tanto reales como no, excepto la Cruz Victoria que se hace por Hancock & Co. Antes de 2010, todas las medallas militares británicas fueron hechas por la Casa de la Moneda, pero ahora deben competir con otros fabricantes.

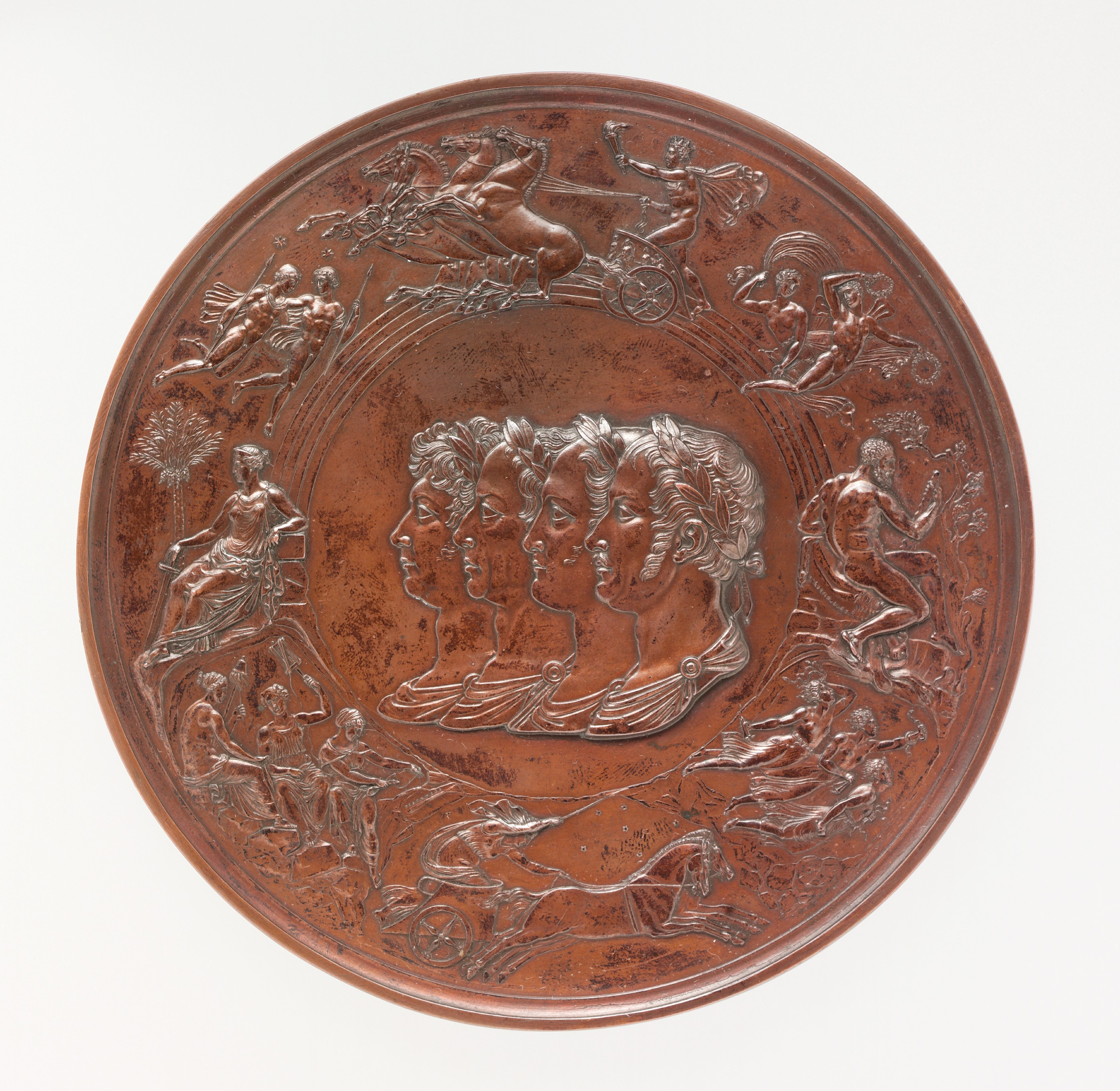
Medalla de Waterloo (1849)
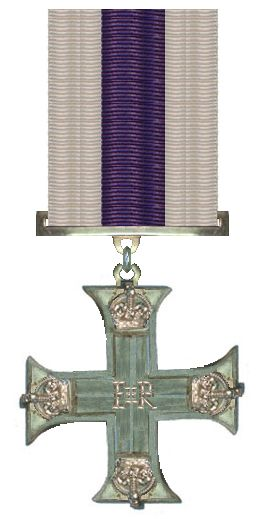
Cruz Militar
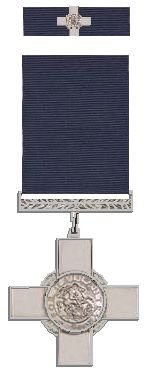
Medalla Cruz George
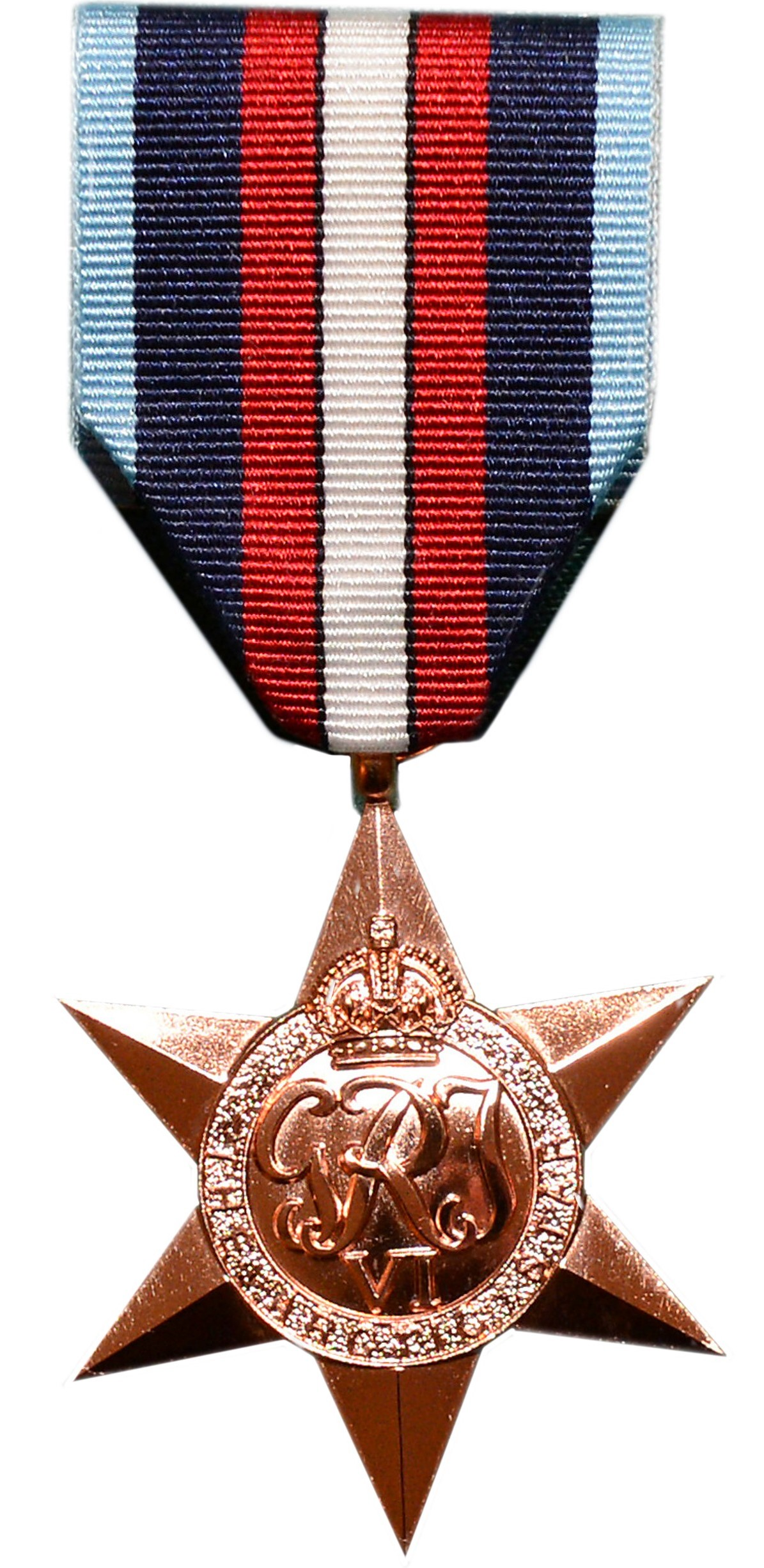
Medalla Arctic Star

## Prueba del Pyx

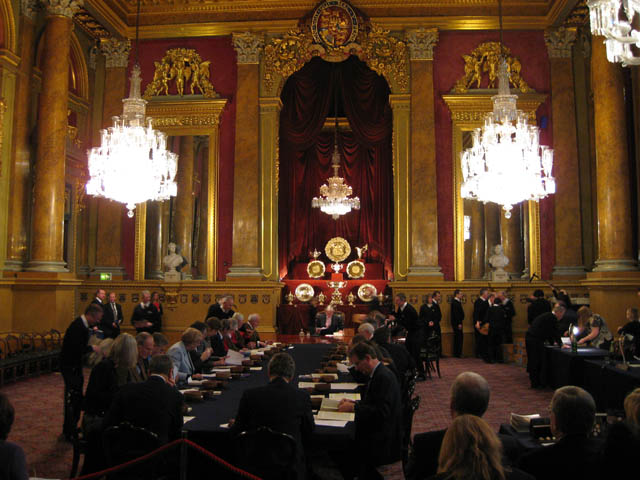
TPrueba del Pyx en el Hall de Worshipful Company of Goldsmiths.

La prueba del Pyx es el procedimiento en el Reino Unido para asegurar que la nueva emisión de monedas acuñadas cumplen con los estándares requeridos. Los juicios se han celebrado desde el siglo XII, normalmente una vez por año, y continúan hasta el día de hoy. La forma de la ceremonia es esencialmente la misma desde el 1282. Son pruebas en el sentido judicial completas, presidida por un juez con un jurado de expertos ensayadores. Desde 1871, los juicios han tenido lugar en el Hall of the Worshipful Company of Goldsmiths , habiendo realizado previamente en el Palacio de Westminster. Dados los métodos de producción modernos, es poco probable que las monedas no se ajusten, aunque esto ha sido un problema en el pasado, ya que habría sido tentador para el Maestro de la Casa de Moneda robar metales preciosos. El término "Pyx" se refiere al cofre de boj (en griego , πυξίς, pyxis ) en el que se colocaron las monedas para su presentación al jurado. También hay una Capilla Pyx (o Cámara Pyx) en la Abadía de Westminster, que una vez se usó para el almacenamiento seguro del Pyx y artículos relacionados.
Las monedas a probar se extraen de la producción regular de The Royal Mint. El Diputado Maestro de la Casa de la Moneda debe, a lo largo del año, seleccionar al azar varios miles de monedas de muestra y colocarlas a un lado para la Prueba. Estos deben estar en una cierta proporción fija a la cantidad de monedas producidas. Por ejemplo, por cada 5,000 monedas bimetálicas emitidas, una debe reservarse, pero para la moneda de plata de Maundy la proporción es de una cada 150. El juicio de hoy consiste en una investigación independiente de la casa de moneda real.
El jurado está compuesto por un maestro de la Compañía de Orfebres, que analiza las monedas proporcionadas para decidir si han sido acuñadas dentro de los criterios determinados por las leyes de acuñación pertinentes.